# 豊橋市視聴覚教育センター
豊橋市視聴覚教育センター（とよはししちょうかくきょういくせんたー）は、愛知県豊橋市大岩町字火打坂19-16にあるプラネタリウムや数多くの参加型展示物を設置した科学教育施設である。
豊橋市地下資源館が併設されている。

## 概要
視聴覚教育センターは、1974年（昭和49年）10月9日に開設された。鉄筋コンクリート造2階建（一部地下1階）、プラネタリウム（15ｍドーム）を併設。
プラネタリウムは、2011年（平成23年）11月5日に3代目にリニューアルした。3代目のプラネタリウムは、五藤光学研究所製　パンドラ・ハイブリッド（PANDORA＋バーチャリウムII）で4000 万個の恒星を精細に投映し、ハイブリッド方式を採用したことで、光学式の星とさまざまなデジタル映像をあわせた演出も可能になった。3代目プラネタリウムに合わせてオリジナルプラネタリウム番組「宇宙エレベーター　2061年豊橋から宇宙への旅」を公開した。

## 利用案内
- 入館料：無料
- 休館日：月曜日（月曜日が祝休日の場合はその翌日）、年末年始
- 開館時間：9:00～16:30
- プラネタリウム観覧料：大人300円、小人（中学生以下）100円、特別席700円
  - 30人以上の団体の場合は大人240円、小人80円。
- プラネタリウム投映時間　
  - 平日：15:00（約45分）
  - 土・日・祝・夏休み等：10:30・13:00・14:30・15:30（約30分）
  - 投映回により星にまつわるドーム映像作品の場合あり。

## アクセス
- JR東海道本線 二川駅から西へ800ｍ、徒歩で約12分。
- 豊橋駅から豊鉄バス5番乗り場から二川線で「岩屋公園口」停留所下車、200ｍ、徒歩で約3分。